# Барроу (мыс)
Мыс Ба́рроу (англ. Point Barrow) — крайняя северная точка Соединённых Штатов Америки и Аляски.
Находится на арктическом побережье Аляски. В 14 км от самого северного города США Барроу (Уткиагвик) и в 2078 км от Северного полюса.
Мыс не является самой северной материковой точкой Северной Америки. Это звание держит мыс Мёрчисон на полуострове Бутия (на 64 км севернее чем мыс Барроу).
По мысу проводят границу между Чукотским морем и морем Бофорта. Мыс Барроу представляет собой небольшую косу, уходящую на северо-восток в море. Название предложено английским мореплавателем Уильямом Бичи в 1826 году в честь Второго секретаря Адмиралтейства — Джона Барроу.
У 39 человек с кладбища в Нувуке (Барроу) с калиброванными датами между 981 и 1885 годами нашей эры была секвенирована мтДНК. Первое место в Нувуке у митохондриальной гаплогруппы A2b1 (66,7%), у гаплогруппы A2a — 25,6%, у гаплогруппы D4b1a2a1a — 7,7%. Палеогенетики предполагают, что гаплогруппы A2a, A2b и D4b1a2a1a связаны с предками популяции Туле в восточной части Берингии, тогда как субклады D2 и D4b1a2a1, по-видимому, имеют голоценовое азиатское происхождение.
|  |